# Андрусяк Микола Григорович
Никола (Микола) Григорович Андруся́к (20 лютого 1902, Переволочна — 25 січня 1985, Бостон) — український 
вчений, професор Українського вільного університету, дійсний член Наукового товариства імені Шевченка, педагог, історик, літературний критик, есеїст, публіцист, громадський діяч.

## Біографія
Народився в селі Переволочна Золочівського повіту в селянській родині.
Вчився в народній школі та гімназіях Яворова, Бродів, Золочева. У 1919–1920 роках перебував у лавах Української Галицької армії та армії УНР, про що залишив спогади. У 1921 році закінчив Львівську академічну гімназію, у 1923 році вступив на філософський факультет Львівського університету. З 1926 року член (згодом — голова) новоствореної секції студентів-істориків при «Студентській громаді». З листопада 1927 року до кінця червня 1928 року працював у бібліотеці НТШ. Склавши у листопаді 1928 року учительські іспити з історії та німецької мови, став викладачем гуманітарної дівочої гімназії у Львові.
У червні 1929 року мобілізований до польської армії (школа підхорунжих у Замбруві, 30-й піхотний полк у Варшаві).
У 1931 році здобув ступінь доктора філософії, активно співпрацював з НТШ та Українським науковим теологічним товариством, друкувався у львівській періодиці («Записки Наукового товариства імені Шевченка», «Діло», «Нові шляхи», «Новий Час», «Літопис Червоної Калини» та інших). Опублікував велику кількість статей, розвідок, оглядів, рецензій на наукові і художні твори І. Борщака, М. Драгоманова, М. Костомарова, Т. Коструби, П. Чубинського, В. Щурата, польських вчених та літераторів.
З 1944 року на еміграції в Німеччині. Викладав історію козаччини в УВУ (Мюнхен). З 1950 року жив у США, викладав російську історію, а також російську, німецьку, українську і польську мови в коледжах та університетах США (Західний університет Огайо; коледж святого Вінсента, Уолш коледж, Університет Акрон, Огайо).
Вийшовши в 1983 році на пенсію, працював над історією українських визвольних змагань 1917—1920 років. Досліджував історію Галицько-Волинського князівства, Гетьманщини, козаччини, української церкви XVI—XVII століть, суспільно-політичних рухів у Галичині XIX—ХХ століть, українсько-польських взаємин, українську історіографію та геральдику.
Автор близько 600 наукових праць українською, французькою, англійською, німецькою та польською мовами. Автобіографію Миколи Андрусяка (вересень 1932 року) зберігають у ЦДІА міста Львова.
Помер 25 січня 1985 року в Бостоні.

## Праці
- До питання про авторство Літопису Самовидця // ЗНТШ, 1928. — Т. 149
- До історії боротьби між П. Дорошенком та П. Суховієм в 1668—1690 рр. // ЗНТШ, 1929. — т. 150
- З історії українського культурного та національного руху Яворівщини (XVII—XIX ст.) // Яворівщина. — Яворів, 1931
- Загальний огляд української історіографії за 1921—1930 рр. // Літопис Червоної Калини, 1932. — № 9-10
- Зв'язки Мазепи із Станіславом Лещинським і Карлом ХІІ // ЗНТШ, 1933. — Т. 153
- Jozef Szumlanski, pierwszy biskup unicki Lwowski (1667—1708): Zarys biograficzny. — Lwów, 1934
- Szeptyccy // Biuletyn Polsko-Ukraiński: tygodnik ilustrowany, — T. III, №. 41 (76), Warszawa (14.10.1934).
- Нариси з історії галицького москвофільства. — Львів, 1935
- Післявоєнна історіографія української книги // «Українська книга», 1937, № 1
- Мазепа і Правобережжя. — Львів, 1938
- Українська історіографія // Збірник Українського наукового інституту в Америці. — Сент-Пол — Прага, 1939
- Історичні нариси (княжа доба). — Краків, 1940
- Етапи в розвитку української нації. — Прага, 1941
- Генеза й характер галицького русофільства в XIX—XX ст. — Прага, 1941
- Назва Україна (Країна чи Окраїна) — Прага, 1941
- Історія України. — Прага, 1941;
- Історія козаччини: Курс викладів у 3-х томах. — Мюнхен, 1946
- Історія козаччини. Кн. 1—3. — Мюнхен, 1946
- Тризуб. — Мюнхен, 1947
- Назва «Україна». — Чикаго, 1951
- Політика Мазепи й Запоріжжя // Київ. — Філадельфія, 1959. — № 4,5
- Перемишль в історії України до 1918 р. В кн.: Перемишль — західний бастіон України: Збірник матеріалів до історії Перемишля і Перемиської землі. — Нью-Йорк — Філадельфія, 1961
- Проблеми так званої «Приозівської Руси» та початків київської держави «Русь» / «Український історик», 1973, № 01-02 [Архівовано 17 березня 2013 у Wayback Machine.]
- Михайло Грушевський як історик, народник і державник // ЗНТШ, 1978. — Т. 194
- Початки християнства в Україні // Укр.історик. — 1979. — № 1/4
- З минулого Знесіння. — Львів, 1992.
- Минуле Бучаччини //  Бучач і Бучаччина. Історично-мемуарний збірник / ред. колегія Михайло Островерха та інші. — Ню Йорк — Лондон — Париж — Сидней — Торонто : НТШ, Український архів, 1972. — Т. XXVII. — С. 29-62.